# محمد داود خان

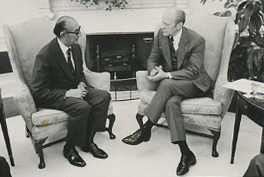
لقاء بين جيرالد فورد ومحمد داود خان عام 1976.

سردار محمد داود خان (18 يوليو 1909 - 28 أبريل 1978)، رئيس وزراء أفغانستان من 1953 وحتى 1963 وأصبح بعدها رئيس أفغانستان. قام بالانقلاب على الحكم الملكي لقريبه محمد ظاهر شاه وأعلن نفسه رئيسا من 1973 وحتى اغتياله سنة 1978م نتيجة ثورة ثور التي قادها شيوعيو الحزب الديمقراطي الشعبي الأفغاني. عُرف داود خان لسياساته التقدمية، خاصة فيما يتعلق بحقوق المرأة وإطلاق خطتين خماسيتين للتحديث جعلت حجم القوة العاملة تزداد بنسبة 50 في المئة تقريبا. لكنه انتقد لقمعه الشديد فيما يتعلق بالمعارضة، ولاعتماده على محاباة الأقارب وترويجه لذلك.

## اغتياله والعثور على جثته
في أوائل عام 2011 بثت وكالة رويترز خبرًا مفاده أن السلطات الأفغانية قد تعرفت على جثة الرئيس السابق محمد داود خان مع بقايا رفات عائلته، الذي قتل في انقلاب قاده نور محمد تركي قبل نحو 36 عاما وقالت رويترز: إن لجنة طبية عينتها الحكومة توصلت لذلك بعد عملية بحث استمرت ستة أشهر في قاعدة عسكرية على مشارف كابول من جهة الشرق أعلنت وزارة الصحة الأفغانية أن جثمان داود خان قد تم التعرف عليه من قوالب الأسنان ومصحف ذهبي صغير بالقرب من الجثة. المصحف كان هدية تلقاها من ملك السعودية وكان من بين الضحايا زوجة الرئيس واخته وأخوه نعيم خان وأبناؤه الثلاثة وكذلك بناته الثلاث، وصهره وزوجة ابنه وأربعة أحفاد كان أحدهم يبلغ من العمر 18 شهرا.
كان داود خان قد قتل في القصر الرئاسى إثر هذا الانقلاب العسكرى والذي يعد يوما من أحلك الأيام التي مرت على بلاد الأفغان، إذ أعقبه احتلال سوفيتى استمر نحو عشر سنوات، ثم حرب أهلية وظهور حركة طالبان.
وبعد اغتيال اليسارى البارز مير أكبر خيبر في 19 أبريل 1978 توجهت أصابع الاتهام إلى حكومة محمد داود خان، وأضحى اغتياله محل إجماع للشيوعيين الأفغان، وخوفًا من حدوث انقلاب، أمر داود بإلقاء القبض على بعض قيادات حزب خلق، بمن فيهم نور محمد تركي و"ببرك كارمل"، بينما تحفظ على آخرين، مثل حفيظ الله أمين.
وفي 27 أبريل 1978 وقع الانقلاب وسرعان ما سيطر حزب خلق على مقاليد الحكم، وفي 1 مايو أصبح نور محمد تركي رئيسًا للجمهورية وتغير اسم البلد إلى جمهورية أفغانستان الديمقراطية، وأرسى نظامًا بقي حتى أبريل 1992وأصبح رئيسًا، ورئيسًا للوزراء وأمينًا عامًا لحزب خلق.